# Bob Clendenin
Robert Treman Clendenin, detto Bob (Newark, 14 aprile 1964), è un attore statunitense.

## Biografia
Laureato all'Università Cornell nel 1986, ha conseguito il Master in Belle Arti presso l'università statale della Pennsylvania nel 1990. Successivamente ha costruito una carriera di attore definita da ruoli come personaggi stravaganti in TV e film.
Ha avuto ruoli ricorrenti nelle serie televisive Scrubs - Medici ai primi ferri e Cougar Town, create da Bill Lawrence, ed è apparso in crossover tra le due serie. Nel primo ha interpretato il dottor Selzer, nel secondo ha interpretato Tom, un vicino comicamente bizzarro che ha una cotta per il personaggio principale, Jules Cobb (Courteney Cox). Dopo essere apparso nello serie per cinque stagioni, è stato aggiunto al cast principale nella sesta stagione. Ha anche interpretato il ruolo del becchino della città di Vernon Shank nella serie Quick Draw di Hulu.

## Filmografia parziale

### Cinema
- Kazaam - Il gigante rap (Kazaam), regia di Paul Michael Glaser (1996)
- L.A. Confidential, regia di Curtis Hanson (1997)
- Fatti, strafatti e strafighe (Dude, Where's My Car?), regia di Danny Leiner (2000)
- Moonlight Mile - Voglia di ricominciare (Moonlight Mile), regia di Brad Silberling (2002)
- Corsa a Witch Mountain (Race to Witch Mountain), regia di Andy Fickman (2009)
- Star Trek, regia di J. J. Abrams (2009)
- Il superpoliziotto del supermercato 2 (Paul Blart: Mall Cop 2), regia di Andy Fickman (2015)

### Televisione
- Caroline in the City – serie TV, 3 episodi (1998-1999)
- Felicity – serie TV, 5 episodi (1998-2002)
- Popular – serie TV, 8 episodi (1999-2001)
- That '70s Show – serie TV, 3 episodi (2000-2001)
- Una famiglia del terzo tipo (3rd Rock from the Sun) – serie TV, un episodio (2001)
- Scrubs - Medici ai primi ferri (Scrubs) – serie TV, 7 episodi (2002-2009)
- Desperate Housewives – serie TV, un episodio (2005)
- The Closer – serie TV, 6 episodi (2005-2009)
- Detective Monk (Monk) – serie TV, un episodio (2006)
- 10 Items or Less – serie TV, 21 episodi (2006-2009)
- My Name Is Earl – serie TV, 3 episodi (2007-2008)
- Cougar Town – serie TV, 64 episodi (2010-2015)
- Newsreaders – serie TV, un episodio (2013)
- The Exes – serie TV, un episodio (2015)
- Mixed-ish – serie TV, 2 episodi (2020)
- The Neighborhood – serie TV, un episodio (2021)
- Reboot – serie TV, 2 episodi (2022)
- Il simpatizzante (The Sympathizer), regia di Park Chan-wook, Fernando Meirelles e Marc Munden – miniserie TV, puntata 5 (2024)

## Doppiatori italiani
Nelle versioni in italiano delle opere in cui ha recitato, Bob Clendenin è stato doppiato da:
- Luigi Ferraro in Alias, The Closer (ep. 2x11), Cougar Town
- Paolo Salomone in Caroline in the City, That '70s Show
- Oliviero Dinelli in Jane Doe, Desperate Housewives
- Massimo Milazzo in Will & Grace
- Vladimiro Conti ne Il tredicesimo piano
- Gianni Quillico in Ally McBeal
- Antonio Angrisano in Scrubs - Medici ai primi ferri (st. 1-2, 4-5)
- Enrico Di Troia in Scrubs - Medici ai primi ferri (ep. 8x11, 8x19)
- Mauro Bosco in Una mamma per amica
- Antonio Palumbo in Detective Monk
- Mino Caprio in The Closer
- Sergio Lucchetti in Corsa a Witch Mountain
- Roberto Accornero in Anger Management
- Pierluigi Astore in Longmire
- Enrico Pallini in The Middle
- Luigi Scribani in All Rise
- Francesco Meoni in Reboot